# Guglielmo della Porta

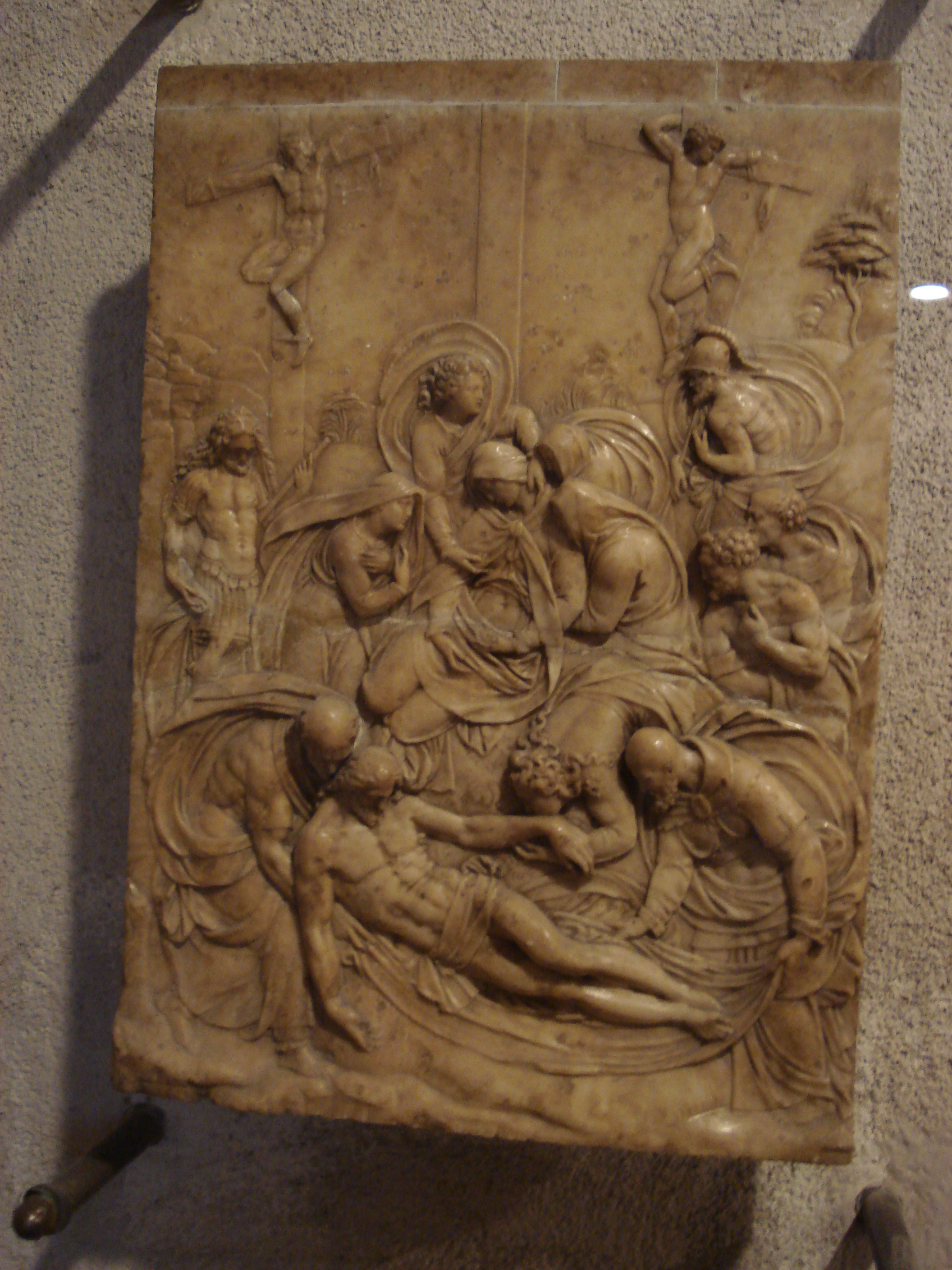
Descendimiento, conservado en el Castello Sforzesco, Milán.

Guglielmo della Porta (ca. 1500-6 de enero de 1577) fue un arquitecto y escultor italiano de la época manierista. 
Nació en el seno de una renombrada familia relacionada con los artes y oficios de la piedra. Su padre, Giovanni Battista della Porta, destacó como escultor. Realizó el aprendizaje en el taller de su tío Giovanni Giacomo della Porta en Génova. Trabaja con él en la obra de la catedral de Milán. Hacia 1530 se le confía la tarea de reproducir algunas obras de Leonardo da Vinci. De vuelta en Génova, perfecciona su técnica del dibujo a las órdenes del maestro Perin del Vaga, con el que trabaja en el Palazzo Doria. Hacia 1537 se trasladó a Roma, donde entra en contacto con Sebastiano del Piombo, quien le recomienda a Miguel Ángel. Trabajó en las piernas del Hércules Farnese, escultura encontrada sin sus piernas. Cuando se encontraron las piernas originales, Miguel Ángel recomendó que se mantuviesen las de Della Porta, presentándose este hecho como una demostración de que los modernos podían compararse con los antiguos. Obtuvo un puesto en la ceca papal.

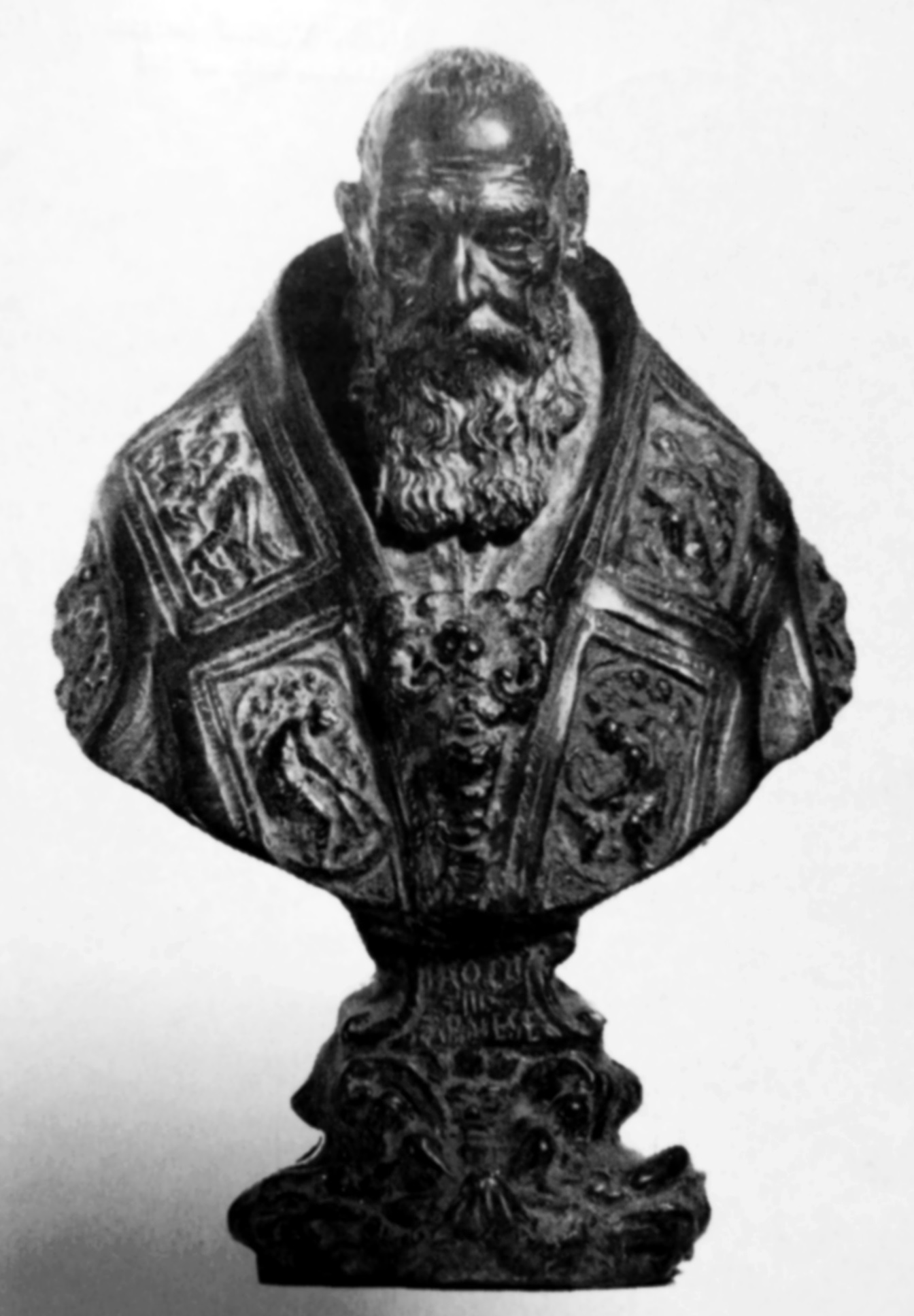
Busto de Paulo III, ca. 1545, bronce, Museo Nacional de Varsovia.
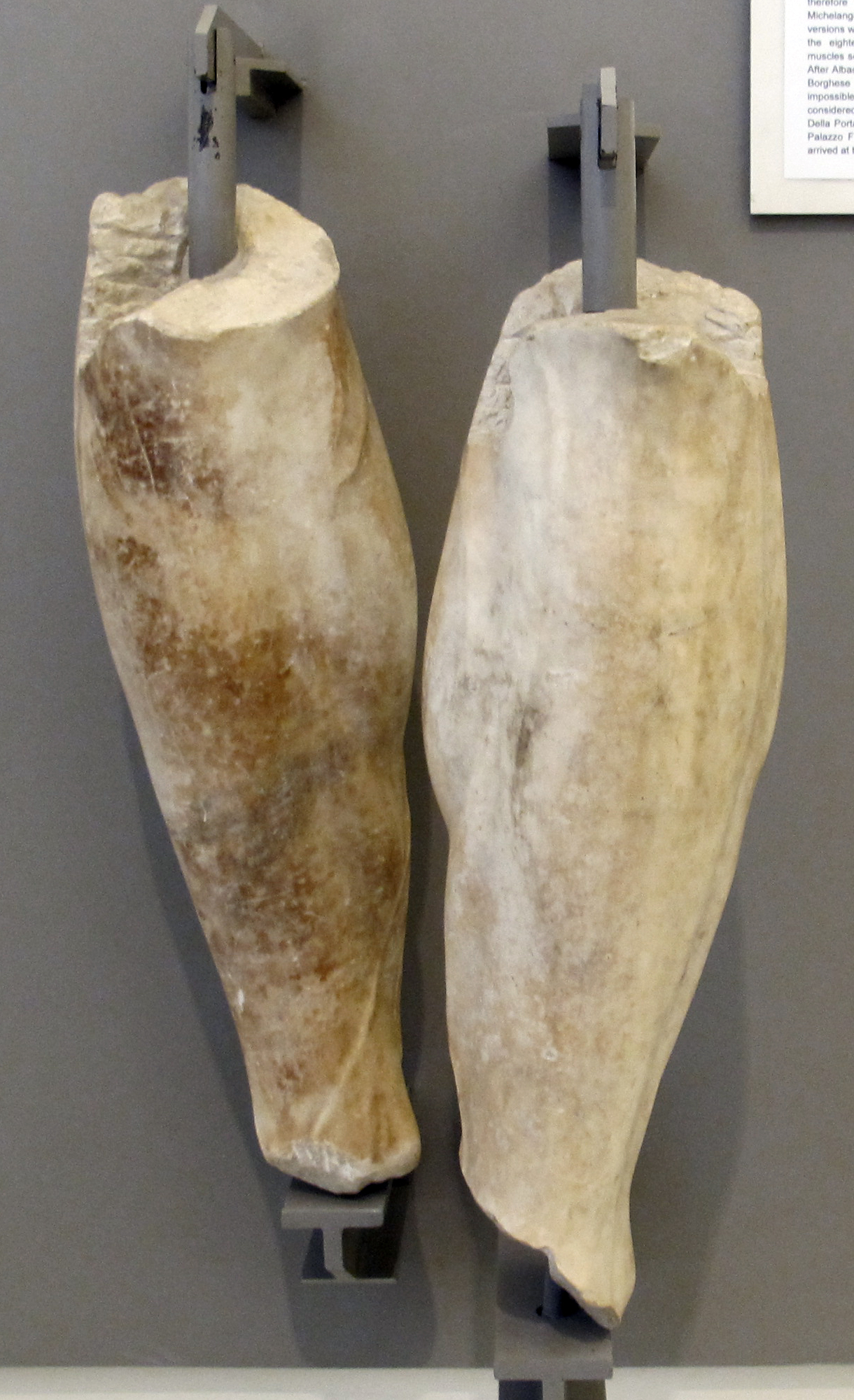
Las piernas para el Hércules Farnese.

## Obras
- Altar de la capilla de San Pedro y San Pablo en la catedral de Génova, 1534-1537. Un arco triunfal con un nicho que acoge a un Cristo entronizado flanqueado por dos apóstoles.
- Busto de Paulo III, múltiples versiones. Una de ellas, ca. 1547, en mármol blanco y amarillo, se exhibe en el Museo de Capodimonte, Nápoles.
- Tumba de Paulo III, en bronce y mármol (basílica de San Pedro), 1549-1575. Fue modificada posteriormente por Bernini[3]